# Gaelische talen
De Gaelische of Goidelische talen zijn een subgroep van (afhankelijk van de classificatie) de Q-Keltische talen of de Eiland-Keltische talen. Alle Gaelische talen komen voort uit het Oudiers.
Tot deze tak van het Eiland-Keltisch behoren:
- het Iers-Gaelisch
- het Schots-Gaelisch
- het Manx-Gaelisch
- het Shelta

## Geschiedenis
De Gaelische talen stammen alle af van het Oudiers, een taal die aanvankelijk alleen op Ierland gesproken werd. Tussen de 3e en 6e eeuw migreerden de Scotti naar het westen van Caledonia en uiteindelijk zouden zij de Picten onderwerpen.
Tot in de negentiende eeuw werd als gemeenschappelijke noemer voor Iers- en Schots-Gaelisch de term Erse gebruikt. Vaak wordt uitgegaan van een continuüm van Gaelisch tussen Ierland en Schotland, met eventueel het Manx.
In de achttiende eeuw waren de verschillen tussen Iers- en Schots-Gaelisch zo groot geworden dat de Society in Scotland for the Propagation of Christian Knowledge vaststelde dat de 'Earse' bijbels, die ze in Ierland had besteld, voor de Schots-Gaelische bevolking grotendeels onbegrijpelijk waren.